# Duch (film)
Duch (anglicky Ghost) je dramaticko-romantický film, ve kterém v hlavní roli hraje Patrick Swayze, Demi Mooreová a Whoopi Goldbergová. Scénář napsal Bruce Joel Rubin (Sleeping with the Enemy, Deep Impact), režie Jerry Zucker (Připoutejte se, prosím!, Bláznivá střela). Film byl pětkrát nominován na Oscara v kategoriích nejlepší film, nejlepší hudba, nejlepší střih; zvítězil v kategoriích nejlepší originální scénář (Bruce Joel Rubin) a nejlepší herečka ve vedlejší roli (Whoopi Goldbergová).
Snímek se stal inspirací pro muzikálovou verzi, která byla připravována v divadle ve West Endu.

## Obsah
Mladý bankovní úředník Sam se svou snoubenkou Molly získali byt a jsou spolu šťastni. Samyho však při cestě z divadla zastřelí pobuda. Duch Samyho má zamířeno do záhrobí, ale zastaví jej láska a pláč jeho milenky. Podaří se mu získat médium a přes něj se svou Molly naváže znovu kontakt. Na konci příběhu se duch vydá na konečnou cestu záhrobím za světlem.

## Obsazení
- Patrick Swayze jako Sam Wheat
- Demi Mooreová jako Molly Jensen
- Whoopi Goldbergová jako Oda Mae Brown
- Tony Goldwyn jako Carl Bruner
- Rick Aviles jako Willy Lopez
- Phil Leeds jako duch v nemocnici
- Vincent Schiavelli jako duch v metru